# Rentedekkingskengetal
Het rentedekkingskengetal (in het Engels Interest-coverage ratio (ICR) geeft aan hoeveel maal een onderneming haar rentelasten verdient. Het is om die reden een maatstaf voor de mate waarin de winst voor interest en belasting kan terugvallen zonder dat de onderneming in financiële moeilijkheden komt. Ook geeft dit kengetal aan in hoeverre de onderneming nog leningen, met de daaraan verbonden rentelasten, aan kan gaan. De norm voor deze waarde is 3 tot 5 maal.
{\displaystyle Rente~dekking~ratio={\frac {Bedrijfsresultaat}{Rentelasten}}}